# Токжанов, Жолдас Токжанович
Жолдас Токжанович Токжанов (21 марта 1934; Кзылкогинский район, Гурьевская область, Казахская ССР, СССР) — советский и казахский нефтяник, бурильщик, буровой мастер. Почетный разведчик недр Республики Казахстан (2009). Кавалер орденов «Ленина» и «Курмет». Почётный гражданин Мангистауской области и Актау.

## Биография
Жолдас Токжанович Токжанов родился 21 марта 1934 года в Кзылкогинском районе.
В 1952 году Окончил Доссорское ремесленное училище.
В 1952 по 1958 годы помощник бурильщика, бурильщик Кулсаринской конторы буриния.
В 1958 по 1994 годы бурильщик, буровой мастер, начальник буровой Жетибайской нефтеразведочной экспедиции треста «Мангишлакнефтеразведка».
С 1994 года персональный пенсионер Республики Казахстана.

## Награды и звания
- Орден Ленина высшая государственная награда СССР за значительный вклад в освоение нефтегазовых месторождений и развитие нефтяной промышленности СССР и Казахской ССР (4 июля 1966 года)
- Медаль «В ознаменование 100-летия со дня рождения Владимира Ильича Ленина» (1970)
- Медаль «Ветеран труда» (1986)
- Указом президента Республики Казахстан от 1 сентября 1999 года за значительный вклад в освоение нефтегазовых месторождений и развитие нефтяной промышленности Казахстана награждён орденом «Курмет»
- Медаль «Қазақстан мұнайына 100 жыл» (1999)
- Медаль «40 лет месторождении Озен» (2004)
- Медаль «60 лет Победы в Великой Отечественной войне 1941—1945 гг.» (Казахстан) (2004)
- Юбилейная медаль «60 лет освобождения Украины от фашистских захватчиков» (2004)
- Почетный разведчик недр Республики Казахстан (2009)
- Юбилейная медаль «65 лет Победы в Великой Отечественной войне 1941—1945 гг.» (2009)
- Почётный гражданин Актау
- Почётный гражданин Мангистауской области (2016)[2]
- Медаль «25 лет независимости Республики Казахстан» (2016)
- Почётный гражданин города Жанаозен (2018)